# Rus (Jaén)
Rus is een gemeente in de Spaanse provincie Jaén in de regio Andalusië met een oppervlakte van 47 km². Rus telt 3.668 inwoners (1 januari 2016).

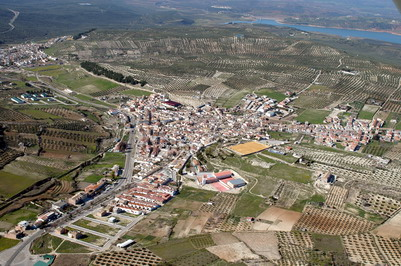
Rus
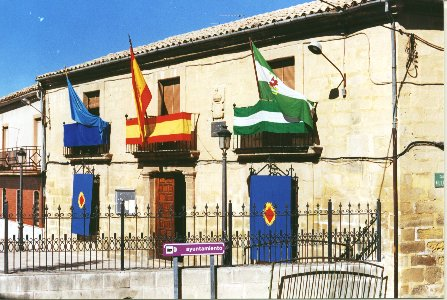
Gemeentehuis
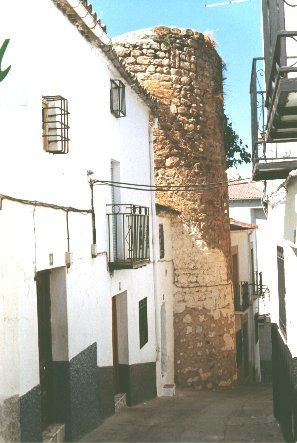
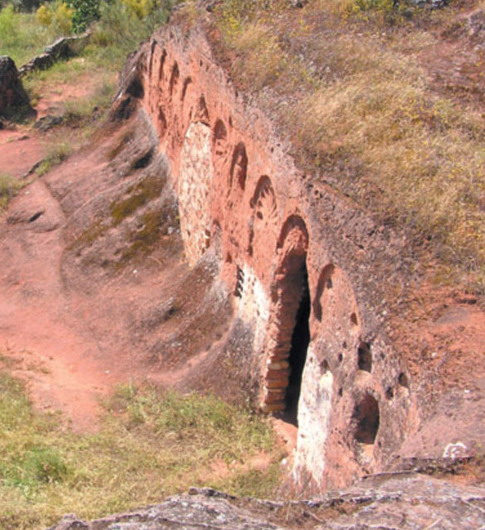